# Typhon Ketsana
Le typhon Ketsana (désignation internationale 0916, désignation JTWC 17W, nom PAGASA : Ondoy) est un cyclone tropical formé le 23 septembre 2009 à environ 860 kilomètres au nord-est de Palau. 
Accompagné de violentes précipitations, il provoque inondations et glissements de terrain sur son passage, causant la mort de plusieurs centaines de personnes aux Philippines, au Viêt Nam et au Cambodge, avant de se dissiper le 30 septembre. 

## Déroulement des intempéries
S'intensifiant rapidement, la zone de basse pression se transforme en dépression tropicale dénommée Ondoy par les services météorologiques philippins. Progressant vers l'ouest, son entrée dans une zone de cisaillement modéré lui permet de s'organiser avant d'atteindre l'île de Luçon au matin du 26 septembre. 
Des vents soufflant à plus de 100 kilomètres à l'heure, accompagnés de violentes précipitations, frappent l'île de plein fouet et d'importants dégâts sont rapidement signalés à Manille, où des glissements de terrain et des inondations coûtent la vie à neuf personnes. Ainsi, à Manille, le cumul de précipitations atteint 172 millimètres en 24 heures, dont 112 millimètres durant les six premières heures. Le lendemain 27 septembre, 258 millimètres de précipitations supplémentaires sont enregistrés dans la capitale philippine, où des quartiers entiers sont submergés par les eaux. Ce même jour, la présidente Gloria Arroyo déclare l'état d'urgence à Manille et dans 25 autres provinces du pays. 
Quelques heures plus tard, tandis que la tempête se décale vers la mer de Chine méridionale, le bilan humain apparaît comme particulièrement élevé, s'élevant à 240 morts et plusieurs milliers de sans-abri. 
Continuant de s'intensifier, Ketsana atteint son maximum le 29 septembre, à l'approche des côtes vietnamiennes. Des rafales de vent à 165 kilomètres à l'heure sont enregistrées par le Joint Typhoon Warning Center (JTWC) et à 140 kilomètres à l'heure par les services météorologiques japonais (JMA), tandis que des cumuls de pluie de 206 millimètres sont relevés à Hué, l'une des principales agglomérations vietnamiennes. 
Perdant de sa puissance au contact des terres, Ketsana reste accompagnée de violentes précipitations durant sa traversée de la péninsule indochinoise, lesquelles causent la mort de 86 personnes au Viêt Nam et de 11 personnes au Cambodge, principalement du fait de glissements de terrain. Au total, le bilan humain s'élève à au moins 420 morts, tandis que le préjudice économique est estimé à près de 785 millions de dollars.